# Ryttarporträtt av hertigen av Lerma
Ryttarporträtt av hertigen av Lerma är en oljemålning av den flamländske barockkonstnären Peter Paul Rubens. Den målades 1603 och ingår sedan 1969 i Pradomuseets samlingar i Madrid.
Målningen utfördes under Rubens första resa till Spanien. Han lär ha varit inspirerad av Tizians Kejsar Karl V vid Mühlberg när har gjorde ryttarporträttet av Francisco Gomez de Sandoval y Rojas, 1:e hertig av Lerma. Hertigen var Spaniens mäktigaste statsman under kung Filip III fram till 1618 då han förvisades från hovet. 